# Campionati italiani assoluti di atletica leggera 2025
I CXV campionati italiani assoluti di atletica leggera si sono svolti presso lo Stadio Giovanni Chiggiato di Caorle, dal 2 al 3 agosto 2025.
I titoli della marcia 35 km si sono assegnati ad Acquaviva delle Fonti il 26 gennaio, quelli di campioni italiani di maratona sono stati assegnati il 2 febbraio a San Felice Circeo, mentre il 15 e 16 marzo a Cassino quelli di corsa campestre e il 30 marzo sono stati assegnati quelli della marcia 20 km.
Il 27 aprile si sono svolti i campionati italiani dei 10000 metri su pista, seguiti dai campionati italiani dei 50 km e delle 24h su strada. A maggio si sono assegnati quelli di ultramaratona sui 100 km.
A giugno si sono tenuti i campionati italiani di trail lungo, subito seguiti dai campionati italiani assoluti di trail lungo. A settembre si disputeranno i campionati italiani assoluti di maratonina. I titoli dei 10 km su strada che verranno assegnati a ottobre.

## Risultati

### Le gare del 2-3 agosto a Caorle

#### Uomini
| Specialità                                                                              | Oro | Prestazione             | Argento                                                                                   | Prestazione             | Bronzo                                                                              | Prestazione             |
| Corse                                                                                   | |                         |                                                                                           |                         |                                                                                     |                         |
| 100 m vento: +1,0 m/s                                                                   | Fausto Desalu Gruppo Sportivo Fiamme Gialle                                                               | 10"30                   | Andrea Bernardi Atletica Riccardi Milano 1946                                             | 10"35                   | Filippo Randazzo Gruppo Sportivo Fiamme Gialle                                      | 10"36                   |
| 200 m vento: +1,2 m/s                                                                   | Fausto Desalu Gruppo Sportivo Fiamme Gialle                                                               | 20"66                   | Damiano Dentato Atletica Studentesca Rieti Andrea Milardi                                 | 20"80                   | Filippo Cappelletti OSA Saronno Libertas                                            | 20"85                   |
| 400 m                                                                                   | Edoardo Scotti Centro Sportivo Carabinieri                                                                | 45"79                   | Vladimir Aceti Gruppo Sportivo Fiamme Gialle                                              | 46"40                   | Brayan Lopez Gruppo Sportivo Fiamme Azzurre                                         | 46"74                   |
| 800 m                                                                                   | Catalin Tecuceanu Gruppo Sportivo Fiamme Oro                                                              | 1'47"61                 | Francesco Pernici Gruppo Sportivo Fiamme Gialle                                           | 1'47"68                 | Giovanni Lazzaro Centro Sportivo Aeronautica Militare                               | 1'47"89                 |
| 1500 m                                                                                  | Federico Riva Gruppo Sportivo Fiamme Gialle                                                               | 3'41"53                 | Pietro Arese Gruppo Sportivo Fiamme Gialle                                                | 3'42"58                 | Joao Bussotti Centro Sportivo Esercito                                              | 3'42"73                 |
| 5000 m                                                                                  | Pietro Arese Gruppo Sportivo Fiamme Gialle                                                                | 13'47"35                | Francesco Guerra Centro Sportivo Carabinieri                                              | 13'48"12                | Sebastiano Parolini Gruppo Alpinistico Vertovese                                    | 13'49"14                |
| 3000 m siepi                                                                            | Osama Zoghlami Centro Sportivo Aeronautica Militare                                                       | 8'24"80                 | Ala Zoghlami Gruppo Sportivo Fiamme Oro                                                   | 8'24"92                 | Giovanni Gatto Unione Sportiva Quercia Rovereto                                     | 8'34"73                 |
| 110 m hs vento: +0,7 m/s                                                                | Lorenzo Simonelli Centro Sportivo Esercito                                                                | 13"18                   | Oliver Mulas Athletic Club 96 Alperia                                                     | 13"77                   | Nicolò Giacalone Atletica Biotekna                                                  | 13"97                   |
| 400 m hs                                                                                | Alessandro Sibilio Gruppo Sportivo Fiamme Gialle                                                          | 48"95                   | Vittorio Ghedina Atletica Meneghina                                                       | 49"96                   | Giacomo Bertoncelli Atletica Insieme Verona                                         | 50"04                   |
| Marcia 10 km                                                                            | Francesco Fortunato Gruppo Sportivo Fiamme Gialle                                                         | 39'19"                  | Gianluca Picchiottino Gruppo Sportivo Fiamme Gialle                                       | 39'23"                  | Riccardo Orsoni Gruppo Sportivo Fiamme Gialle                                       | 39'43"                  |
| Staffetta 4×100 m                                                                       | Atletica Studentesca Rieti Andrea Milardi Leonardo Pratali Damiano Dentato Jacopo Capasso Junior Tardioli | 40"26                   | OSA Saronno Libertas Felipe Bullani Filippo Cappelletti Emanuele Trento Mattia Antonietti | 40"39                   | Atletica Biotekna Riccardo Anzivino Alexi Atchori Essoh David Zobbio Pietro Pivotto | 40"66                   |
| Staffetta 4×400 m                                                                       | Atletica Chiari 1964 Libertas Andrea Bordiga Michele Falappi Alessandro Astolfi Vanni Picco Akwannor      | 3'10"24                 | CUS Pro Patria Milano Francesco Rossi Andrea Panassidi Edoardo Luraschi Andrea Bertolani  | 3'10"68                 | Assindustria Sport Jacopo Albertin Lorenzo De Bortoli Luca Ostanello Filippo Cibin  | 3'10"96                 |
| Salti                                                                                   | |                         |                                                                                           |                         |                                                                                     |                         |
| Salto in alto                                                                           | Marco Fassinotti Centro Sportivo Aeronautica Militare                                                     | 2,20 m                  | Matteo Sioli Euroatletica 2002                                                            | 2,20 m                  | Manuel Lando Centro Sportivo Aeronautica Militare                                   | 2,16 m                  |
| Salto con l'asta                                                                        | Matteo Oliveri Centro Sportivo Carabinieri                                                                | 5,51 m                  | Simone Bertelli Gruppo Sportivo Fiamme Gialle                                             | 5,46 m                  | Andrea Demontis CUS Cagliari                                                        | 5,21 m                  |
| Salto in lungo                                                                          | Mattia Furlani Gruppo Sportivo Fiamme Oro                                                                 | 8,26 m vento: 0,0 m/s   | Francesco Inzoli Gruppo Sportivo Fiamme Gialle                                            | 7,96 m vento: -0,3 m/s  | Fabio Pagan Atletica Biotekna                                                       | 7,47 = vento: +0,2 m/s  |
| Salto triplo                                                                            | Andy Diaz Gruppo Sportivo Fiamme Gialle                                                                   | 16,66 m vento: +0,2 m/s | Federico Morseletto Atletica Studentesca Rieti Andrea Milardi                             | 15,87 m vento: +0,2 m/s | Gabriele Tosti Bergamo Stars Atletica                                               | 15,76 m vento: +0,7 m/s |
| Lanci                                                                                   | |                         |                                                                                           |                         |                                                                                     |                         |
| Getto del peso                                                                          | Leonardo Fabbri Centro Sportivo Aeronautica Militare                                                      | 22,82 m                 | Zane Weir Gruppo Sportivo Fiamme Gialle                                                   | 21,04 m                 | Nick Ponzio Athletic Club 96 Alperia                                                | 20,38 m                 |
| Lancio del disco                                                                        | Enrico Saccomano Centro Sportivo Aeronautica Militare                                                     | 63,31 m                 | Alessio Mannucci Centro Sportivo Aeronautica Militare                                     | 58,56 m                 | Carmelo Musci Gruppo Sportivo Fiamme Gialle                                         | 56,66 m                 |
| Lancio del martello                                                                     | Giorgio Olivieri Centro Sportivo Carabinieri                                                              | 74,12 m                 | Giacomo Proserpio Centro Sportivo Carabinieri                                             | 69,90 m                 | Filippo Maria Iacocca Società Sportiva Alfieri Asti                                 | 69,33 m                 |
| Lancio del giavellotto                                                                  | Giovanni Frattini Centro Sportivo Carabinieri                                                             | 74,87 m                 | Michele Fina Centro Sportivo Esercito                                                     | 74,35 m                 | Roberto Orlando Centro Sportivo Aeronautica Militare                                | 73,62 m                 |
| record dei campionati; record nazionale; record personale; record personale stagionale. | |                         |                                                                                           |                         |                                                                                     |                         |

#### Donne
| Specialità                                                                              | Oro                                                                                       | Prestazione             | Argento                                                                           | Prestazione             | Bronzo                                                                                                | Prestazione             |
| Corse                                                                                   |                                                                                           |                         |                                                                                   |                         | |                         |
| 100 m vento: +0,8 m/s                                                                   | Zaynab Dosso Gruppo Sportivo Fiamme Azzurre                                               | 11"13                   | Alessia Pavese Centro Sportivo Aeronautica Militare                               | 11"43                   | Ugochinyere Amanda Obijiaku Atletica Virtus Lucca                                                     | 11"50                   |
| 200 m vento: -0,3 m/s                                                                   | Dalia Kaddari Gruppo Sportivo Fiamme Oro                                                  | 23"23                   | Vittoria Fontana Centro Sportivo Carabinieri                                      | 23"34                   | Gloria Hooper Atletica Brescia 1950                                                                   | 23"38                   |
| 400 m                                                                                   | Anna Polinari Centro Sportivo Carabinieri                                                 | 51"77                   | Alessandra Bonora Gruppo Sportivo Fiamme Gialle                                   | 52"24                   | Virginia Troiani CUS Pro Patria Milano                                                                | 52"75                   |
| 800 m                                                                                   | Marta Zenoni Luiss                                                                        | 2'00"57                 | Eloisa Coiro Gruppo Sportivo Fiamme Azzurre                                       | 2'00"66                 | Maria Colajanni CUS Palermo                                                                           | 2'01"18                 |
| 1500 m                                                                                  | Nadia Battocletti Gruppo Sportivo Fiamme Azzurre                                          | 4'06"12                 | Ludovica Cavalli Gruppo Sportivo Fiamme Oro                                       | 4'07"91                 | Micol Majori Pro Sesto Atletica Cernusco                                                              | 4'08"17                 |
| 5000 m                                                                                  | Nadia Battocletti Gruppo Sportivo Fiamme Azzurre                                          | 15'03"73                | Micol Majori Pro Sesto Atletica Cernusco                                          | 15'04"32                | Elisa Palmero Centro Sportivo Esercito                                                                | 15'06"65                |
| 3000 m siepi                                                                            | Gaia Colli Centro Sportivo Carabinieri                                                    | 10'01"05                | Eleonora Curtabbi Gruppo Sportivo Fiamme Gialle                                   | 10'04"77                | Katja Pattis Läuferclub Bozen Raiffeisen                                                              | 10'05"81                |
| 100 m hs vento: +0,5 m/s                                                                | Elena Carraro Gruppo Sportivo Fiamme Gialle                                               | 12"87                   | Giada Carmassi Centro Sportivo Esercito                                           | 13"11                   | Celeste Polzonetti Bracco Atletica                                                                    | 13"20                   |
| 400 m hs                                                                                | Alice Muraro Centro Sportivo Aeronautica Militare                                         | 54"57                   | Rebecca Sartori Gruppo Sportivo Fiamme Oro                                        | 55"11                   | Linda Olivieri Gruppo Sportivo Fiamme Oro                                                             | 55"58                   |
| Marcia 10 km                                                                            | Federica Curiazzi Atletica Bergamo 1959 Oriocenter                                        | 43'48"                  | Valentina Trapletti Centro Sportivo Esercito                                      | 44'13"                  | Sofia Fiorini Atletica Libertas Unicusano Livorno                                                     | 44'52"                  |
| Staffetta 4×100 m                                                                       | Atletica Brescia 1950 Anna Carnero Gaia Pedreschi Anna Maccagnola Gloria Hooper           | 45"35                   | Assindustria Sport Alice Lubiana Laura Franceschi Martina Agostini Azzurra Ballin | 46"53                   | Atletica Studentesca Rieti Andrea Milardi Maryem Khalil Lavinia Capasso Ginevra Baglioni Laura Varesi | 46"77                   |
| Staffetta 4×400 m                                                                       | CUS Pro Patria Milano Lucrezia Lombardo Serena Troiani Alexandra Troiani Virginia Troiani | 3'36"92                 | CUS Parma Agata D'Angelo Francesca Grisenti Samantha Zago Habiba Faissal          | 3'39"52                 | La Fratellanza 1874 Melissa Turchi Maria Alessandra Rinzullo Raphaela Lukudo Anna Cavalieri           | 3'44"46                 |
| Salti                                                                                   |                                                                                           |                         |                                                                                   |                         | |                         |
| Salto in alto                                                                           | Asia Tavernini Gruppo Sportivo Fiamme Oro                                                 | 1,87 m                  | Giulia De Marchi Atletica Vicentina                                               | 1,81 m                  | Elena Vallortigara Centro Sportivo Carabinieri                                                        | 1,78 m                  |
| Salto con l'asta                                                                        | Elisa Molinarolo Gruppo Sportivo Fiamme Oro                                               | 4,52 m                  | Maria Roberta Gherca Centro Sportivo Aeronautica Militare                         | 4,22 m                  | Virginia Scardanzan Atletica Silca Conegliano                                                         | 4,12 m                  |
| Salto in lungo                                                                          | Larissa Iapichino Gruppo Sportivo Fiamme Oro                                              | 6,78 m vento: +1,1 m/s  | Arianna Battistella Centro Sportivo Carabinieri                                   | 6,41 m +1,4 m/s         | Chiara Galvani Atletica Brescia 1950                                                                  | 6,20 m +2,0 m/s         |
| Salto triplo                                                                            | Erika Saraceni Bracco Atletica                                                            | 13,86 m vento: +0,8 m/s | Ottavia Cestonaro Centro Sportivo Carabinieri                                     | 13,56 m vento: +1,7 m/s | Chiara Smeraldo CUS Genova                                                                            | 13,23 m vento: +0,7 m/s |
| Lanci                                                                                   |                                                                                           |                         |                                                                                   |                         | |                         |
| Getto del peso                                                                          | Daisy Osakue Gruppo Sportivo Fiamme Gialle                                                | 15,55 m                 | Sara Verteramo CUS Torino                                                         | 15,41 m                 | Vivian Otoibhi Osagie Self Atletica Montanari Gruzza                                                  | 14,54 m                 |
| Lancio del disco                                                                        | Daisy Osakue Gruppo Sportivo Fiamme Gialle                                                | 61,20 m                 | Stefania Strumillo Gruppo Sportivo Fiamme Azzurre                                 | 54,64 m                 | Diletta Fortuna Centro Sportivo Carabinieri                                                           | 52,81 m                 |
| Lancio del martello                                                                     | Sara Fantini Centro Sportivo Carabinieri                                                  | 70,42 m                 | Rachele Mori Gruppo Sportivo Fiamme Gialle                                        | 65,46 m                 | Keren Mbongo Assindustria Sport                                                                       | 57,81 m                 |
| Lancio del giavellotto                                                                  | Sara Zabarino ACSI Italia Atletica                                                        | 51,16 m                 | Adele Toniutto Team Treviso                                                       | 50,84 m                 | Paola Padovan Centro Sportivo Carabinieri                                                             | 50,18 m                 |
| record dei campionati; record nazionale; record personale; record personale stagionale. |                                                                                           |                         |                                                                                   |                         | |                         |

### Le prove multiple del 21-22 giugno a Busto Arsizio
| Specialità                                                                              | Oro                                                | Prestazione | Argento                                        | Prestazione | Bronzo                                                      | Prestazione |
| Decathlon (uomini)                                                                      | Andrea Cerrato Atletica Fossano '75                | 7 803 p.    | Lorenzo Modugno Polisportiva Triveneto Trieste | 7 669 p.    | Alberto Nonino Atletica Malignani Libertas Udine            | 7 551 p.    |
| Eptathlon (donne)                                                                       | Sara Chiaratti Atletica Libertas Unicusano Livorno | 5 587 p.    | Giulia Riccardi Gruppo Sportivo Trilacum       | 5 483 p.    | Marta Giaele Giovannini Atletica Libertas Unicusano Livorno | 5 299 p.    |
| record dei campionati; record nazionale; record personale; record personale stagionale. |                                                    |             |                                                |             |                                                             |             |

### La maratona del 4 febbraio a San Felice Circeo
| Specialità        | Oro                                 | Prestazione | Argento                                      | Prestazione | Bronzo                                 | Prestazione |
| Maratona (uomini) | Lhoussaine Oukhrid AT Running       | 2h16'58"    | Nadir Cavagna Gruppo Sportivo Fiamme Azzurre | 2h18'29"    | Nicola Bonzi Atletica Valle Brembana   | 2h19'55"    |
| Maratona (donne)  | Elisabetta Iavarone ASD Lieto Colle | 2h43'28"    | Sara Carnicelli Imperiali Atletica           | 2h43'56"    | Federica Cernigliaro Atletica Bagheria | 2h44'51"    |

### La marcia 20 km del 19 ottobre ad Alessandria
| Specialità            | Oro | Prestazione | Argento | Prestazione | Bronzo | Prestazione |
| Marcia 20 km (uomini) |     |             |         |             |        |             |
| Marcia 20 km (donne)  |     |             |         |             |        |             |

### I 10000 metri piani del 27 aprile a Cosenza
| Specialità        | Oro                                           | Prestazione | Argento                                 | Prestazione | Bronzo                                 | Prestazione |
| 10 000 m (uomini) | Mauro Dallapiccola Atletica Valle di Cembra   | 30'16"80    | Leonardo Mazzoni Toscana Atletica Jolly | 30'33"46    | Lorenzo Dell'Orefice Atletica Vomano   | 30'35"62    |
| 10 000 m (donne)  | Sara Nestola Calcestruzzi Corradini Excelsior | 33'10"72    | Marika Accorsi CUS Parma                | 33'52"06    | Giulia Aprile Centro Sportivo Esercito | 34'36"44    |

### La corsa campestre del 15-16 marzo a Cassino
| Specialità          | Oro                                                                                               | Prestazione | Argento                                                                                    | Prestazione | Bronzo                                                                                     | Prestazione |
| Uomini              |                                                                                                   |             |                                                                                            |             |                                                                                            |             |
| Cross lungo (10 km) | Luca Alfieri Atletica Casone Noceto                                                               | 30'24"      | Pasquale Selvarolo Gruppo Sportivo Fiamme Azzurre                                          | 30'55"      | Konjoneh Maggi Atletica Casone Noceto                                                      | 30'59"      |
| Cross corto (3 km)  | Ala Zoghlami Gruppo Sportivo Fiamme Oro                                                           | 8'36"       | Sebastiano Parolini Gruppo Alpinistico Vertovese                                           | 8'38"       | Mohad Abdikadar Sheik Ali Centro Sportivo Aeronautica Militare                             | 8'45"       |
| Staffetta 4×2 km    | Gruppo Alpinistico Vertovese Sharooz Ahmad Federico Demarchi Omar Cattaneo Sebastiano Parolini    | 24'01"      | Trieste Atletica Samuele Di Biagio Raffaele Selleri Francesco Micolaucich Martino De Nardi | 24'06"      | Unione Sportiva Quercia Rovereto Mirco Caviola Nicola Girardini Fabio Mozzi Giovanni Gatto | 24'08"      |
| Donne               |                                                                                                   |             |                                                                                            |             |                                                                                            |             |
| Cross lungo (8 km)  | Nadia Battocletti Gruppo Sportivo Fiamme Azzurre                                                  | 27'22"      | Valentina Gemetto Caivano Runners                                                          | 28'15"      | Nicole Reina CUS Pro Patria Milano                                                         | 28'26"      |
| Cross corto (3 km)  | Micol Majori Pro Sesto Atletica Cernusco                                                          | 10'03"      | Giulia Zanne Atletica Brescia 1950                                                         | 10'08"      | Chiara Spagnoli Atletica Brescia 1950                                                      | 10'09"      |
| Staffetta 4×2km     | Atletica ARCS CUS Perugia Caterina Caligiana Federica Borromini Elena Ribigini Melissa Fracassini | 27'49"      | CUS Pro Patria Milano Asia Prenzato Sonia Mura Laura Segor Federica Baldini                | 29'06"      | Atletica Silca Conegliano Arianna Cesca Lorenza De Noni Melania Rebuli Giulia Menegale     | 29'29"      |

### Il trail corto dell'8 giugno a Valdilana
| Specialità            | Oro | Prestazione | Argento | Prestazione | Bronzo | Prestazione |
| Trail corto maschile  |     |             |         |             |        |             |
| Trail corto femminile |     |             |         |             |        |             |

### Il trail lungo del 26 luglio a Valdagno
| Specialità            | Oro | Prestazione | Argento | Prestazione | Bronzo | Prestazione |
| Trail corto maschile  |     |             |         |             |        |             |
| Trail corto femminile |     |             |         |             |        |             |

### La corsa in montagna del 1º maggio a Fenis e del 26 luglio a Premana
| Specialità           | Oro | Prestazione | Argento | Prestazione | Bronzo | Prestazione |
| Classifica maschile  |     |             |         |             |        |             |
| Classifica femminile |     |             |         |             |        |             |

### Le staffette di corsa in montagna dell'8 giugno a Casnigo
| Specialità          | Oro | Prestazione | Argento | Prestazione | Bronzo | Prestazione |
| Staffetta maschile  |     |             |         |             |        |             |
| Staffetta femminile |     |             |         |             |        |             |

### I 10 km su strada del 2 novembre a Prato
| Specialità     | Oro | Prestazione | Argento | Prestazione | Bronzo | Prestazione |
| 10 km (uomini) |     |             |         |             |        |             |
| 10 km (donne)  |     |             |         |             |        |             |